# COMIC FUZ
『COMIC FUZ』（コミック ファズ）は、芳文社による日本の漫画アプリ、およびウェブコミック配信サイト。
2019年2月14日より事前登録の受付を開始し、3月29日よりサービス開始された。芳文社が公式漫画アプリをリリースするのは初となる。『まんがタイムきらら』、『まんがタイム』、『週刊漫画TIMES』およびそれらの姉妹誌に掲載された作品を中心に、芳文社の漫画作品の多くを読むことができる。また、『COMIC FUZ』内で連載されているオリジナル作品も存在し、それらの作品の単行本は『FUZコミックス』として刊行されている。

## 概要
『COMIC FUZ』には「巻で買う」と「話レンタル」という2種類の漫画の読み方が存在する。「巻で買う」はその名の通り単行本を購入することで、「話レンタル」は1話分ずつ読むことである。
なお、『COMIC FUZ』で漫画を読むためには、無料話を除き「メダル」の使用が必要である。「メダル」は「シルバー」、「ゴールド」の2種類存在し、『COMIC FUZ』内ではそれぞれの頭文字をとってⓈ、Ⓖという記号で消費するメダル数を表している。それぞれのメダルが持つ意味合いについては下の表の通りである。
| メダルの種類 | 入手方法                                                             | 使用される場面                                                         | 備考                                                                                                |
| ------------ | -------------------------------------------------------------------- | ---------------------------------------------------------------------- | --------------------------------------------------------------------------------------------------- |
| シルバー     | ・Ⓖメダル購入時のオマケとして手に入る ・特定の条件を満たすと手に入る | ・Ⓢメダル対応作品を読む場合                                            | ・アプリ版とWEB版でメダルの共有可能 ・話レンタルのみ対応                                            |
| ゴールド     | ・課金によって入手する                                               | ・Ⓖメダル対応作品を読む場合 ・Ⓢメダル不足時にⓈメダル対応作品を読む場合 | ・アプリ版とWEB版でメダルの共有不可 ・話レンタル、巻で買う両方に対応 ・Ⓖメダル1枚 = 1円の価値である |

さらに、『まんがタイムきらら』、『まんがタイムきららMAX』、『まんがタイムきららキャラット』、『まんがタイムきららフォワード』、『まんがタイム』、『まんがタイムオリジナル』、『まんがホーム』、『週刊漫画TIMES』の各誌を読むことができ、月額プランへの加入でこれら8誌の定期購読が可能となる。詳細は以下の表に記した。
| プラン名                        | 金額(税込)/月 | 内容 |
| ------------------------------- | ------------- | --- |
| ライトプラン                    | 780円         | 『まんがタイムきらら』、『まんがタイム』、『まんがホーム』各誌の直近3号分 + 『週刊漫画TIMES』の直近10号分が読み放題となり、また毎月Ⓢメダル60枚が手に入る                 |
| スタンダードプラン              | 1080円        | 『まんがタイムきらら』、『まんがタイム』、『まんがホーム』各誌の直近3号分 + 『週刊漫画TIMES』の直近10号分が読み放題となり、また毎月Ⓖメダル300枚 + Ⓢメダル180枚が手に入る |
| ボーイズラブプラン（Web版のみ） | 360円         | 『花音』および『kyapi!』の最新号含む3号分が読み放題 |

ここで注意しなければならないのは、月額プラン（定期購読）に申し込んでも雑誌を購入した扱いにはならないという点である。
『まんがタイムきらら』を例に挙げると、上の表に記したように最新号含む3号分が読み放題となる。しかし、次の号が発売されたら最新号は読み放題となるが、今まで読めていた最も古い号は読めなくなってしまうのである。といっても、完全に読めなくなるわけではなく有料になるだけである。
雑誌についてはもう一つ注意があり、Ⓖメダルを使えばバックナンバーも購入できるが、これには1年間の購入期限がある。ただし、購入可能な期間中に購入済みの雑誌については販売期間終了後も読むことができる。

## 連載作品
上で述べたように、『COMIC FUZ』にはオリジナル連載作品が存在する。ここではそれらについてのみ取り扱うこととし、『まんがタイムきらら』等からの再掲連載作品については触れない。ただし、正式に『COMIC FUZ』に移籍してきた作品についてはここで取り扱う。
| タイトル                                                             | 作者                                | 連載開始日     | 単行本   |
| -------------------------------------------------------------------- | ----------------------------------- | -------------- | -------- |
| IDOL×IDOL STORY!                                                     | 得能正太郎                          | 2022年8月25日  | 既刊8巻  |
| 青を踏む                                                             | 柚銀                                | 2025年1月12日  | 既刊1巻  |
| あたしには好きな人がいる                                             | 花束葬式                            | 2024年5月3日   |          |
| 異世界ペンギンと食べられたがりの聖女 〜転生したけど引きこもりたい!〜 | 梨尾                                | 2021年11月9日  | 既刊1巻  |
| インコでも青春したい                                                 | やまだごまち                        | 2025年5月27日  |          |
| うさぎはかく語りき                                                   | 鴻巣覚                              | 2024年8月2日   | 既刊1巻  |
| 内木小森のひきこもごも生活                                           | 険持ちよ                            | 2025年6月14日  |          |
| 乙女の地球の走りかた                                                 | 凡竜                                | 2022年12月2日  | 既刊2巻  |
| 踊町コミックハウス                                                   | 九重すわ                            | 2024年3月21日  | 既刊1巻  |
| 俺のカスみたいな人生は全部タヌキのせい                               | 幌田                                | 2024年12月24日 | 既刊1巻  |
| 彼女管理中につき                                                     | 戸田大貴                            | 2025年6月28日  |          |
| 缶詰、お好きですか？                                                 | 原作：柚木らい 作画：たけうちつむぐ | 2025年7月4日   |          |
| 球場のシャーロット                                                   | 黒宮魚                              | 2024年1月27日  | 既刊2巻  |
| 軍人婿さんと大根嫁さん                                               | コマkoma                            | 2023年7月10日  | 既刊6巻  |
| 恋質屋（こいしちや）                                                 | 原作：光橋あづみ 作画：芝田わん     | 2020年9月30日  | 既刊1巻  |
| 恋文と13歳の女優（こいぶみとじゅうさんさいのアクトレス）             | じゃが                              | 2022年9月20日  | 既刊6巻  |
| しまなみくるくる                                                     | 多平優香                            | 2019年12月26日 | 既刊1巻  |
| 囚人転生                                                             | 原作：いとまん 作画：ホリエリュウ   | 2024年5月20日  | 既刊2巻  |
| 城下町のダンデライオン                                               | 春日歩                              | 2020年8月7日   | 既刊8巻  |
| スペースカーガールズ                                                 | 庄司七                              | 2023年4月29日  | 既刊2巻  |
| スローループ                                                         | うちのまいこ                        | 2025年7月18日  | 既刊10巻 |
| 絶対悪の怪物                                                         | ガガネ                              | 2023年8月30日  | 既刊3巻  |
| 男子校の羽生さん                                                     | まるぜん                            | 2022年12月21日 | 既刊3巻  |
| チハヤリスタート!                                                    | たけうちホロウ                      | 2024年7月25日  | 既刊2巻  |
| 蝶乃センパイは泳がせたい!                                            | 東雲もづく                          | 2024年7月8日   | 既刊1巻  |
| 妻が完璧すぎるので、ちょっと乱していいですか?                        | あきばるいき                        | 2021年11月11日 | 既刊5巻  |
| なにも理解らない                                                     | 7Liquid                             | 2024年12月18日 |          |
| 野々垣さんは仲良くしたい                                             | タクヘイ                            | 2024年5月6日   | 既刊1巻  |
| 廣井きくりの深酒日記 ぼっち・ざ・ろっく!外伝                         | 原作：はまじあき 作画：くみちょう   | 2023年7月9日   | 既刊5巻  |
| 藤見乃フェニックス老人会                                             | 水永潔                              | 2025年6月25日  |          |
| へやキャン△                                                          | あfろ                               | 2019年3月29日  | なし     |
| 星野ヒバナはみつがれる                                               | なをををををを                      | 2024年10月20日 |          |
| マギアレコード 魔法少女まどか☆マギカ外伝 アナザーストーリー          | 原作：Magica Quartet 作画：U35      | 2019年3月29日  | 既刊2巻  |
| 魔女は満月に咲く                                                     | 原悠衣                              | 2023年2月26日  | 既刊4巻  |
| マダム表裏の恋愛サロン                                               | 花束葬式                            | 2025年6月26日  |          |
| ○○なメイドさん                                                       | 鮭乃らるかん                        | 2020年3月25日  | 既刊2巻  |
| ミズダコちゃんからは逃げられない!                                    | 眼亀                                | 2023年10月14日 | 既刊3巻  |
| みちづれ                                                             | 孤高の橋口                          | 2024年4月23日  | 既刊2巻  |
| ゆうやけトリップ                                                     | ともひ                              | 2019年12月27日 | 既刊2巻  |
| 百合SMでふたりの気持ちはつながりますか?                              | みら                                | 2020年3月22日  | 既刊5巻  |
| ゆるキャン△                                                          | あfろ                               | 2019年3月29日  | 既刊17巻 |

| タイトル                                   | 作者                                            | 連載開始日     | 連載終了日     | 単行本 |
| ------------------------------------------ | ----------------------------------------------- | -------------- | -------------- | ------ |
| ILY.（アイリ）                             | なるめ                                          | 2020年7月23日  | 2022年4月7日   | 全3巻  |
| 姉を好きなお姉さんと                       | 真くん                                          | 2020年4月27日  | 2022年1月31日  | 全3巻  |
| アマエルさんも甘えたい                     | 高橋龍輝                                        | 2022年9月14日  | 2024年7月24日  | 全2巻  |
| 荒神兄弟の復讐                             | 及川由美                                        | 2020年3月28日  | 2022年12月31日 | 全3巻  |
| アルバの少年と地獄の女王                   | 森永ミキ                                        | 2021年4月30日  | 2023年11月23日 | 全4巻  |
| 異世界アニメ工房（いせかいアニメスタジオ） | 描く調子                                        | 2020年3月24日  | 2021年12月28日 | 全3巻  |
| 1Fの騎士（いちフレームのきし）             | たけうちホロウ                                  | 2021年1月3日   | 2023年8月5日   | 全4巻  |
| 推しVが教え子で私がママで!?                | 晩野                                            | 2021年1月23日  | 2023年6月3日   | 全4巻  |
| おじくんとめいちゃん                       | ナキエイドー                                    | 2022年5月4日   | 2024年12月25日 | 全3巻  |
| 落ちぶれ王女と異世界勇者の建国史           | キキ                                            | 2019年12月7日  | 2022年11月5日  | 全4巻  |
| きょうの調伏課                             | こと子                                          | 2023年7月8日   | 2024年12月21日 | 全3巻  |
| きららファンタジア                         | 原作：きららファンタジア製作委員会 作画：鴻巣覚 | 2019年9月28日  | 2023年11月14日 | 全6巻  |
| 黒竜姫と白執事                             | タクヘイ                                        | 2023年3月4日   | 2024年4月6日   | 全3巻  |
| 心の声が漏れやすいメイドさん               | ぎんもく                                        | 2020年10月14日 | 2023年9月27日  | 全9巻  |
| コンカフェ嬢は恋を着る                     | 卯花りりか                                      | 2024年3月16日  | 2025年6月7日   | 全3巻  |
| Psycho-Party                               | ナガサワヒロ                                    | 2022年9月5日   | 2024年1月29日  | 全2巻  |
| サボタージュ・サマー                       | 天野茶玖                                        | 2024年3月18日  | 2025年6月23日  | 全3巻  |
| 寒がりに雪                                 | 吉近イチ                                        | 2020年1月20日  | 2021年11月15日 | 全3巻  |
| シスター様の仰せの魔々に                   | hone                                            | 2023年2月19日  | 2024年7月7日   | 全3巻  |
| 志摩風さんのAクイック                      | 絵茶漬け                                        | 2022年12月5日  | 2024年5月20日  | 全3巻  |
| 就活、同棲、まいにちごはん                 | まえじま                                        | 2019年3月29日  | 2020年6月3日   | 全3巻  |
| 女子校だからセーフ                         | おーうち                                        | 2019年10月9日  | 2021年12月1日  | 全4巻  |
| 親友の娘に迫られ困っています               | 三本コヨリ                                      | 2019年3月29日  | 2024年8月19日  | 全5巻  |
| スクールカウンセラーうさみ先生の悩み相談室 | 庄司七                                          | 2020年10月11日 | 2021年9月4日   | 全2巻  |
| 性別不詳に恋をしました。                   | piko                                            | 2023年1月10日  | 2024年12月24日 | 全3巻  |
| 世界一の魔法使いは弟子に負けないっ!        | 白尾こじょ                                      | 2021年11月13日 | 2023年7月27日  | 全3巻  |
| 地球はコズミのものなので!                  | ヨナガ                                          | 2023年7月21日  | 2024年12月27日 | 全3巻  |
| ちっちゃい彼女先輩が可愛すぎる。           | あきばるいき                                    | 2019年10月7日  | 2020年2月3日   | 全1巻  |
| ちっちゃい彼女先輩と同棲します。           | あきばるいき                                    | 2020年10月2日  | 2021年7月2日   | 全1巻  |
| 初恋転生ニアデスゴッデス                   | 福岡太朗                                        | 2023年7月14日  | 2024年6月14日  | 全3巻  |
| ひめちゃんは重い女                         | 花束葬式                                        | 2020年11月14日 | 2022年7月2日   | 全3巻  |
| 姫と女勇者が結ばれるための12の聖行為       | モリダム                                        | 2021年7月5日   | 2023年10月30日 | 全3巻  |
| フラッサの魔女                             | 柳原満月                                        | 2022年12月8日  | 2024年2月22日  | 全3巻  |
| 文豪探偵 芥川龍之介は推理する              | YOG                                             | 2022年10月1日  | 2024年2月24日  | 全2巻  |
| 並行世界の君君僕僕                         | 津々浦                                          | 2023年4月13日  | 2024年10月24日 | 全3巻  |
| ポンコツお嬢様は悪魔と契る                 | 原作：インド僧 作画：清水ひかつ                 | 2023年5月1日   | 2024年6月3日   | 全2巻  |
| 幕が上がれば君がいる                       | 浅岡キョウジ                                    | 2019年12月6日  | 2020年12月18日 | 全3巻  |
| みどりの台所                               | 秋ヨシカ                                        | 2022年7月24日  | 2024年9月29日  | 全4巻  |
| 夢想のまち                                 | 夜の羊雲                                        | 2020年4月26日  | 2022年4月9日   | 全2巻  |
| ヤンキー×ジャーキー                        | 由井ひな子                                      | 2020年4月2日   | 2021年3月18日  | 全2巻  |
| 勇者様、〆切です!                          | 真くん                                          | 2022年5月2日   | 2023年12月25日 | 全2巻  |
| 四ツ谷くんとはじめくん                     | 花束葬式                                        | 2021年7月8日   | 2023年6月8日   | 全2巻  |
| Lv1魔王とワンルーム勇者                    | toufu                                           | 2019年3月29日  | 2024年6月8日   | 全11巻 |
| Lv1魔王のポンコツ秘書官                    | 原作：toufu 作画：u1                            | 2023年7月3日   | 2023年12月11日 | 全1巻  |
| 和服な上司がいとおしい                     | 原田繭                                          | 2019年3月29日  | 2023年1月26日  | 全5巻  |

## 読み切り作品
『COMIC FUZ』にはオリジナル連載作品のみならず、オリジナル読み切り作品も存在する。ここではそれらについてのみ取り扱うこととし、『まんがタイムきららフォワード』等からの再掲作品については触れない。
| タイトル                                         | 作者                          | 配信日         |
| ------------------------------------------------ | ----------------------------- | -------------- |
| 甘草理人の里帰り                                 | toufu                         | 2024年12月1日  |
| あみこめ☆廃部!?まおとぴあ                        | 十田学                        | 2025年3月14日  |
| 異世界エジソン                                   | 描く調子                      | 2023年8月5日   |
| うらら式格闘恋愛術                               | 三好宏平                      | 2023年5月4日   |
| 永遠にさみしい私たちへ                           | 仁科                          | 2023年7月2日   |
| クールお姉さんの冷めない恋                       | ハリ                          | 2024年3月11日  |
| 時間どろぼうに明日は来ない                       | oyk                           | 2020年8月6日   |
| ストーカーの魚津さん                             | 大森まと                      | 2023年11月28日 |
| その名を呼べたなら                               | 木梨子                        | 2020年10月1日  |
| トイレ勇者と腹痛エルフ～異世界をトイレで救おう～ | 早川洋太郎                    | 2024年12月22日 |
| 隣はいつも                                       | 津々浦                        | 2021年12月17日 |
| 花咲さんはおっぱいが大好き                       | モリダム                      | 2020年8月5日   |
| 光のエリヤと常夜の国                             | 神壱                          | 2023年10月30日 |
| 僕を嫌いな君のこと                               | タママ八月                    | 2024年12月7日  |
| 夕焼けの街の仕立て屋さん（クチュリエ）           | おさかなランウェイ            | 2023年4月22日  |
| 嗤うエクソシスト                                 | 原作：ナガサワヒロ 作画：ぬる | 2024年12月11日 |

## メディアミックス

### アニメ化
| 作品                    | 放送年月                 | アニメーション制作 | 備考                                                                         |
| ----------------------- | ------------------------ | ------------------ | ---------------------------------------------------------------------------- |
| へやキャン△             | 2020年1月 - 3月          | C-Station          |                                                                              |
| ゆるキャン△（アニメ）   | 2021年1月 - 4月（第2期） | C-Station          | 第1期は『まんがタイムきららフォワード』連載時に放送 劇場版：2022年7月1日公開 |
| ゆるキャン△（アニメ）   | 2024年4月 - 6月（第3期） | エイトビット       | 第1期は『まんがタイムきららフォワード』連載時に放送 劇場版：2022年7月1日公開 |
| ゆるキャン△（アニメ）   | 未公表（第4期）          | 未公表             | 第1期は『まんがタイムきららフォワード』連載時に放送 劇場版：2022年7月1日公開 |
| Lv1魔王とワンルーム勇者 | 2023年7月 - 9月          | SILVER LINK. BLADE |                                                                              |

### テレビドラマ化
| 作品        | 放送年月                 | 制作                                | 備考 |
| ----------- | ------------------------ | ----------------------------------- | ---- |
| ゆるキャン△ | 2020年1月 - 3月（第1期） | テレビ東京 S・D・P ヘッドクォーター |      |
| ゆるキャン△ | 2021年3月（スペシャル）  | テレビ東京 S・D・P ヘッドクォーター |      |
| ゆるキャン△ | 2021年4月 - 6月（第2期） | テレビ東京 S・D・P ヘッドクォーター |      |

### ゲーム化
| 作品        | タイトル                     | 発売日            | プラットフォーム                                 | 備考 |
| ----------- | ---------------------------- | ----------------- | ------------------------------------------------ | ---- |
| ゆるキャン△ | ゆるキャン△ VIRTUAL CAMP     | 2021年3月4日・4月 | PC / PlayStation 4 Nintendo Switch / iOS Android |      |
| ゆるキャン△ | ゆるキャン△ Have a nice day! | 2021年11月11日    | PlayStation 4 / Nintendo Switch                  |      |